# Troféu Europeu de Corrida de Montanha de 1995
O 1º Troféu Europeu de Corrida de Montanha de 1995 foi realizada na cidade de Valleraugue na França no dia 15 de julho de 1995, sendo uma competição anual organizada pela Associação Mundial de Corrida de Montanha. Participaram 94 atletas em duas categorias.

## Resultados
Esses foram os resultados da competição.

### Sênior masculino
Individual 
| Posição           | Atleta           | País     | Tempo   |
| ----------------- | ---------------- | -------- | ------- |
| Medalha de ouro   | Helmut Schmuck   | Áustria  | 56.53   |
| Medalha de prata  | Antonio Molinari | Itália   | 57.25   |
| Medalha de bronze | Davide Milesi    | Itália   | 58.00   |
| 4                 | Lucio Fregona    | Itália   | 58.39   |
| 5                 | Aziz Nih         | França   | 58.53   |
| 6                 | Galdino Pilot    | Itália   | 59.08   |
| 7                 | Martin Sambale   | Alemanha | 59.33   |
| 8                 | Toni Walker      | Suíça    | 59.40   |
| 9                 | Jean-Paul Payet  | França   | 59.52   |
| 10                | Martin Sigrist   | Suíça    | 1:00.00 |

Equipe 
| Posição           | Equipe   | Pontos |
| ----------------- | -------- | ------ |
| Medalha de ouro   | Itália   | 9      |
| Medalha de prata  | França   | 26     |
| Medalha de bronze | Alemanha | 31     |

### Sênior feminino
Individual 
| Posição           | Atleta              | País     | Tempo   |
| ----------------- | ------------------- | -------- | ------- |
| Medalha de ouro   | Eroica Spiess       | Suíça    | 1:05.17 |
| Medalha de prata  | Cristina Moretti    | Suíça    | 1:05.20 |
| Medalha de bronze | Carolina Reiber     | Suíça    | 1:07.32 |
| 4                 | Johanna Baumgartner | Alemanha | 1:07.50 |
| 5                 | Evelyne Mura H.     | França   | 1:08.47 |
| 6                 | Nives Curti         | Itália   | 1:09.34 |
| 7                 | Stephanie Manel     | França   | 1:10.30 |
| 8                 | Valeria Colpo       | Itália   | 1:10.48 |
| 9                 | Odile Leveque       | França   | 1:10.55 |
| 10                | Elsbeth Heinzle     | Áustria  | 1:11.09 |

Equipe 
| Posição           | Equipe | Pontos |
| ----------------- | ------ | ------ |
| Medalha de ouro   | Suíça  | 3      |
| Medalha de prata  | França | 12     |
| Medalha de bronze | Itália | 14     |

## Quadro de medalhas
| Ordem | País     | Medalha de ouro | Medalha de prata | Medalha de bronze | Total |
| ----- | -------- | --------------- | ---------------- | ----------------- | ----- |
| 1     | Suíça    | 2               | 1                | 1                 | 4     |
| 2     | Itália   | 1               | 1                | 2                 | 4     |
| 3     | Áustria  | 1               | 0                | 0                 | 1     |
| 4     | França   | 0               | 2                | 0                 | 2     |
| 5     | Alemanha | 0               | 0                | 1                 | 1     |